# Bistum Corpus Christi
Das Bistum Corpus Christi (lat.: Dioecesis Corporis Christi) ist eine in den Vereinigten Staaten gelegene römisch-katholische Diözese mit Sitz in Corpus Christi, Texas.

## Geschichte
Das Bistum Corpus Christi wurde am 28. August 1874 durch Papst Pius IX. aus Gebietsabtretungen des Bistums Galveston als Apostolisches Vikariat Brownsville errichtet. Am 23. März 1912 wurde das Apostolische Vikariat Brownsville durch Papst Pius X. zum Bistum erhoben und in Bistum Corpus Christi umbenannt. Es wurde dem Erzbistum San Antonio als Suffraganbistum unterstellt. Das Bistum Corpus Christi gab am 10. Juli 1965 Teile seines Territoriums zur Gründung des Bistums Brownsville ab. Weitere Gebietsabtretungen erfolgten am 13. April 1982 zur Gründung des Bistums Victoria in Texas und am 3. Juli 2000 zur Gründung des Bistums Laredo. Am 29. Dezember 2004 wurde das Bistum Brownsville dem Erzbistum Galveston-Houston als Suffraganbistum unterstellt. 

## Territorium
Das Bistum Corpus Christi umfasst die im Bundesstaat Texas gelegenen Gebiete Aransas County, Bee County, Brooks County, Duval County, Jim Wells County, Kenedy County, Kleberg County, Live Oak County, Nueces County, Refugio County und San Patricio County.

## Ordinarien

### Apostolische Vikare von Brownsville
- Dominic Manucy, 1874–1884, dann Bischof von Mobile
- Peter Verdaguer y Prat, 1890–1911

### Bischöfe von Corpus Christi
- Paul Joseph Nussbaum CP, 1913–1920
- Emmanuel Boleslaus Ledvina, 1921–1949
- Mariano Simon Garriga, 1949–1965
- Thomas Joseph Drury, 1965–1983
- René Henry Gracida, 1983–1997
- Roberto Octavio González Nieves OFM, 1997–1999, dann Erzbischof von San Juan de Puerto Rico
- Edmond Carmody, 2000–2010
- William Michael Mulvey, seit 2010